# الكاب (مقاطعة)

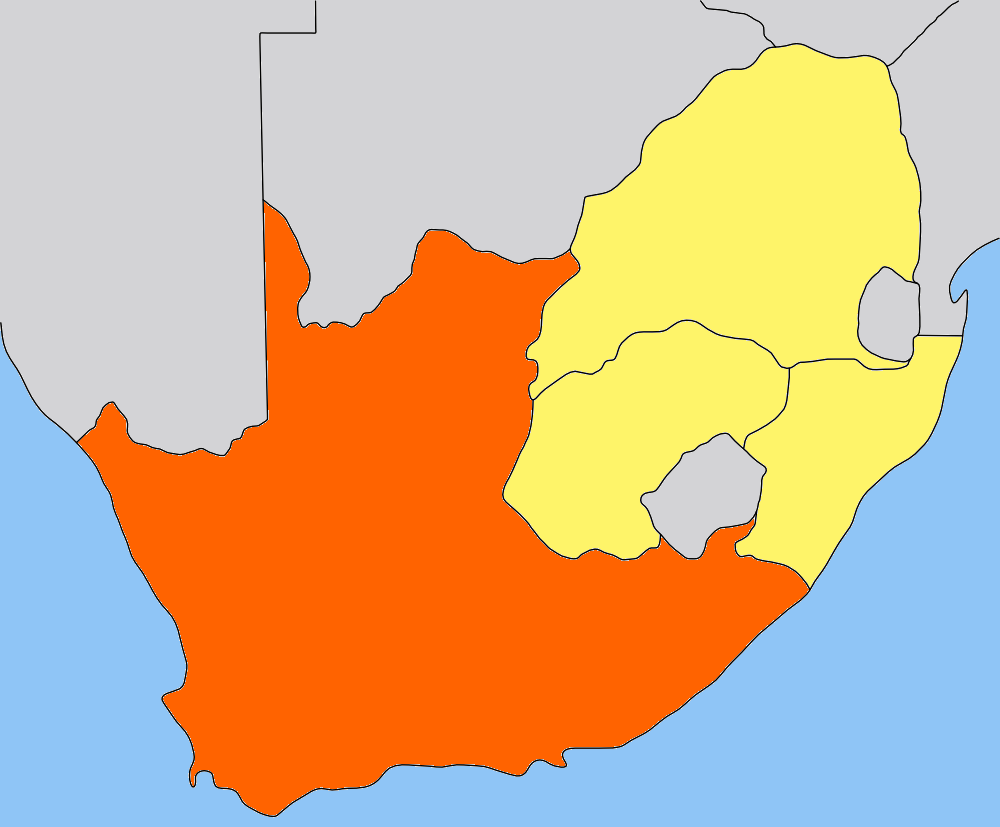
مقاطعة الكاب في جنوب إفريقيا

مقاطعة الكاب (بالإنجليزية: Cape Province)‏ كانت واحدة من أكبر المقاطعات الأربعة في جنوب إفريقيا منذ عام 1910 إلى غاية 1994. وفي عام 1994 قسمت مقاطعة الكاب إلى ثلاث مقاطعات جديدة هي: مقاطعة الكاب الشمالية، ومقاطعة الكاب الغربية، ومقاطعة الكاب الشرقية، وبالإضافة إلى ذلك أصبح الجزء الشمالي الشرقي من مقاطعة الكاب جزءاً من المقاطعة الشمالية الغربية الجديدة. يسكن مقاطعة الكاب منذ مئات السنين كل من الخويسان والبانتو. وقد اشتق اسم المقاطعة من كلمة كابو تورمنتوسو وتعني الكاب العاصفة أو الرأس المشهور بعواصفه. سماها هذا الاسم المكتشف البرتغالي بارتلوميو دياز في عام 1488. وقد غير الملك جون الثاني ملك البرتغال الاسم ليصبح رأس الرجاء الصالح. أما اسم مستعمرة الكاب (مقاطعة الكاب منذ عام 1910) فقد أُطلق على المنطقة الممتدة من تلك المقاطعة. وتُعد المقاطعة الإقليم الأم لجنوب إفريقيا لأنها المنطقة الأولى التي استقر فيها الأوروبيون. كما تم إنشاء أول مستوطنة أوروبية دائمة في عام 1652 ومستعمرة الكاب هي مستعمرة أنشأها الإستعمار البريطاني في قارة إفريقيا وفي جنوب إفريقيا تحديدا وهي عبارة عن مقاطعة اكتشفها المكتشف البرتغالي بارتلوميو دياز وسماها الكاب ترأس هذه المستعمرة البريطاني رودس سيسيل من عام 1890إلى غاية عام 1896 وهو سياسي إستعماري بريطاني، شهد عصره توسعا ضخما في الإمبراطورية البريطانية. عرف باسم ملك الماس، حيث أنشأ شركة دي بيرز، أضخم شركة ألماس في العالم والتي تسيطر اليوم على 60% من ألماس العالم، وكانت في فترة من الفترات تسيطر على 90% منه.

## التاريخ
عندما تم تشكيل اتحاد جنوب إفريقيا في عام 1910، تم تغيير اسم مستعمرة كاب الأصلية إلى مقاطعة كاب.
كانت إلى حد بعيد أكبر مقاطعات جنوب إفريقيا الأربعة، حيث احتوت على مناطق كانت قد ضمتها سابقًا، مثل Bechuanaland البريطانية (يجب عدم الخلط بينها وبين محمية Bechuanaland ، بوتسوانا الآن)، Griqualand East (المنطقة المحيطة Kokstad) و Griqualand West (المنطقة المحيطة بكيمبرلي). ونتيجة لذلك، فقد شملت ثلثي أراضي جنوب إفريقيا، وغطت مساحة مماثلة في الحجم لولاية تكساس الأمريكية.
في وقت تشكيل اتحاد جنوب إفريقيا، كانت جنوب إفريقيا تتكون من أربع مقاطعات: ترانسفال (جمهورية جنوب إفريقيا سابقًا)، ناتال، ولاية أورانج فري ومقاطعة كاب.
'امتياز كاب'
الامتياز التجاري
قبل الاتحاد، كانت مستعمرة الكي قد نفذت تقليديًا نظام امتياز غير عنصري، حيث تم تطبيق مؤهلات الاقتراع على قدم المساواة على جميع الذكور، بغض النظر عن العرق. خلال مفاوضات الاتحاد، قاتل رئيس وزراء كاب، جون إكس ميريمان John X. Merriman ، دون جدوى، لتوسيع نظام الامتياز متعدد الأعراق هذا ليشمل بقية جنوب إفريقيا. فشل هذا، حيث عارضته بشدة الدول المكونة الأخرى التي عقدت العزم على ترسيخ حكم البيض. بعد الاتحاد، سُمح لمقاطعة كيب بالاحتفاظ بنسخة مقيدة من امتيازها المؤهل متعدد الأعراق، وبالتالي أصبحت المقاطعة الوحيدة التي يمكن أن يصوت فيها الملونون (ذوو الأعراق المختلطة) والأفارقة السود. 
على مدى السنوات التالية، تم تمرير قرارات متتالية لتقويض قائمة الناخبين الذين يعانون من عمى الألوان. في عام 1931، تمت إزالة مؤهلات الامتياز المقيدة للناخبين البيض، ولكن تم الاحتفاظ بها للناخبين السود والملونين. في عام 1956، ألغت حكومة الفصل العنصري جميع حقوق الاقتراع المتبقية «لغير البيض». كان على الحكومة تعيين العديد من أعضاء مجلس الشيوخ الإضافيين في البرلمان لفرض هذا التغيير.
'التقسيم في ظل الفصل العنصري'
خلال حقبة الفصل العنصري، تم اقتطاع ما يسمى «البانتوستانات» أو الأوطان لمختلف دول البانتو من المقاطعات الموجودة كجزء من سياسة إدامة السيطرة البيضاء على جنوب إفريقيا. أصبحت هذه معروفة باسم الدول الأربع المستقلة TBVC وستة الأوطان غير المستقلة.
تم نقل Griqualand East إلى مقاطعة ناتال بعد إعلان ترانسكي مستقلة، حيث تم عزلها عن بقية المقاطعة. تم إعلان استقلال منطقتي Transkei (1976) و Ciskei (1981) عن جنوب إفريقيا (تم إعادة دمجهما في جنوب إفريقيا في عام 1994، وكلاهما جزء من مقاطعة Eastern Cape الجديدة).
'ما بعد الفصل العنصري'
بعد أول انتخابات ديمقراطية بالكامل في أبريل 1994، تم لم شمل بانتوستانات Transkei و Ciskei مع مقاطعة Cape ، ثم تم تقسيم البلاد إلى ما يُعرف الآن بالمقاطعات التسع الحالية في جنوب إفريقيا. تم تقسيم مقاطعة كاب إلى ثلاث مقاطعات أصغر: كاب الغربية، كاب الشرقية وكاب الشمالية. تم امتصاص أجزاء منه أيضًا في الشمال الغربي. والفيس باي، وهي منطقة تابعة لمستعمرة كاب الأصلية، تم التنازل عنها لناميبيا قبل شهرين.

## المنطقة في عام 1991
مناطق المحافظة والسكان في تعداد 1991.
●كاب: 179,537
●كاثكارت:14,815
●كالفينيا:18,430
●سيريس:47,052

## أعلام
- هايز فان دير بيرغ
- آرثر ماثيوز
- ديزموند دانيال